# Sara Lugo
Sara Lugo (*  5. November 1987 in der Nähe von Schweinfurt) ist eine deutsche Reggae-Sängerin mit puerto-ricanischen Wurzeln.

## Leben und Wirken
Lugo stammt aus einer musikalischen Familie; ihr Bruder Tom Lugo ist Sänger der Reggaeband Jamaram. Sie wuchs in der Region München auf und erhielt Klavierunterricht bei Lionel Wharton und Gesangsunterricht bei Bennie Gilet. Ihre ersten Auftritte hatte sie als Backgroundsängerin in der Band Jamaram; es ergaben sich Gastauftritte mit Jahcoustix und Ganjaman, dann bei Tarrus Riley, Chuck Fender und Ray Darwin. Eigene Konzerte folgten.
2005 nahm Dub-Produzent Umberto Echo einen Titel mit ihr für die von ihm produzierten Remix-CD von Quadro Nuevo auf; eine von ihm produzierte erste EP mit vier Songs von Lugo erschien 2009 auf dem Münchener Label Oneness Records. 2011 wurde ihr Debüt-Album What About Love  auf dem Label Soulfire Artists veröffentlicht. Auf ihrem zweiten Album Hit Me With Music finden sich auch Songs über Gewalt und Rassismus. 2016 erschien das Album Sara Lugo and Friends, auf dem sie mit zahlreichen Gastmusikern wie Protoje, Cali P, Lutan Fyah, Ras Muhammad oder Jah9 arbeitete. 2017 folgte Swing Ting mit der Jazzrausch Bigband.

## Diskografie
- 2009: Sara Lugo EP veröffentlicht von Oneness Records
- 2010: Too Fast auf Ephraim Judas Album Coming Home, veröffentlicht von Urban Tree Music
- 2011: What About Love  auf dem Label Soulfire Artists
- 2016: Sara Lugo and Friends
- 2017: Swing Ting
- 2021: Flowaz